# Mariano Cuartero y Sierra
Mariano Cuartero y Sierra (Saragossa, l'Aragó, 10 de gener de 1830 - Vigan, Filipines, 12 d'agost de 1887), fou un bisbe espanyol.
El 24 de setembre de 1850 ingressà al Convent de Monteagudo, de l'Orde dels Agustins Descalços, ordenant-se com a sacerdot el 19 de febrer de 1853. El 1863 embarcà cap a les Filipines i el 1867 fou nomenat Prior del Convent de Manila, per a tres anys més tard, el 1870, ascendir a Provincial de la seva Orde a les Filipines. El 16 de gener de 1874 fou nomental Bisbe de Nova Segòvia, a l'illa de Luzón, ordenant-se com a tal el 6 de juny de 1875.
Se li atorgà la Gran Creu de la Reial i Americana Orde d'Isabel la Catòlica.